# Silbertetraiodomercurat(II)
Silbertetraiodomercurat(II) ist eine chemische Komplexverbindung, welche thermochromische Eigenschaften aufweist. Bei 40–50 °C wechselt es seine Farbe von gelb zu einem leuchtenden Orange.

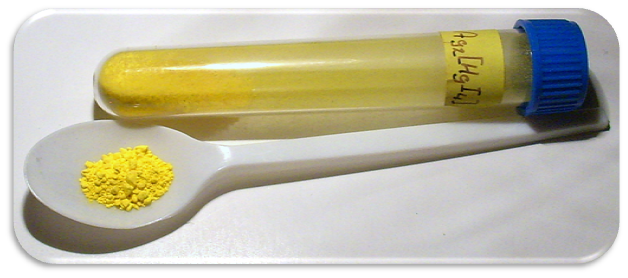
Silbertetraiodomercurat(II)

## Gewinnung und Darstellung
Silbertetraiodomercurat(II) kann aus Neßlers-Reagenz und Silbernitrat hergestellt werden.
{\displaystyle {\ce {K2[HgI4] + 2 AgNO3 -> Ag2[HgI4] + 2KNO3}}}
Alternativ kann es aus löslichen Silber und Quecksilbersalzen, durch Iodid-Ionen gefällt werden.
{\displaystyle {\ce {2Ag+ + Hg^2+ + 4I- -> Ag2[HgI4]}}}

## Verwendung
Früher wurde Silbertetraiodomercurat(II) durch seine thermochromen Eigenschaften als Indikator für Temperaturveränderungen verwendet. Durch seine Toxizität wurde es jedoch durch weitestgehend ersetzt.